# Dialogus de cruce
Il Dialogus de cruce è un’opera di carattere teologico, attribuita a Corrado di Hirsau, il cui argomento è la fondamentale importanza della croce di Cristo nella storia della Salvezza universale. 

## Struttura
L'opera è suddivisa in due libri in cui il maestro e il discepolo protagonisti dibattono riguardo ai tipi della croce nell’Antico Testamento e su quali siano le applicazioni di questo strumento di redenzione nel Nuovo. L’unico manoscritto che ci tramanda quest’opera risalente agli ultimi trent’anni del XII secolo riporta una serie di miniature ben conservate: alcune sono di carattere diagrammatico, altre invece costituiscono un ciclo di carattere tipologico. Una di queste altro non è che il diagramma che costituisce l’opera Homo constat ex carne et spiritu, un lungo testo inserito nella miniatura stessa a forma di croce. Queste immagini sono poste principalmente prima del testo scritto, il quale è preceduto anche da una lettera dedicatoria.
La ricerca condotta dai due personaggi si inserisce da subito in una prospettiva di conoscenza sapienziale e ritirata dal mondo: sono infatti le Sacre Scritture ad essere il luogo teologico prediletto nel dialogo.
In alcuni contenuti l’opera viene indicata con il nome, canonizzato negli anni Venti del XX secolo, di De laudibus sanctae crucis, che nel codice sopradetto viene suggerito solo in note successive al XIV secolo, riportate su due foglietti incollati sul dorso e sul piatto frontale interno. In realtà il titolo dell’opera nella mente dell’autore era ben diverso e molto più complesso: Incipit dyalogus de eo quod Dominus ait: Ego si exaltatus fuero a terra omnia traham ad me ipsum, et quod agnus occisus sit ab origine mundi. È evidente che utilizzare un’indicazione del genere oggi è controproducente, anche se il titolo riportato dalla storiografia pur essendo più comodo porta a confusione con altre opere. Anche Rabano Mauro ad esempio dedicò un’opera alla croce, anch’essa riportata da codici con un grande apparato iconografico, intitolata proprio De laudibus sanctae crucis – il rischio di fraintendimenti è evidentemente alto. Il titolo Dialogus de cruce è la soluzione adottata nel Verfasserlexikon da Unterkircher e consolidata poi da Marco Rainini nei suoi studi dedicati al testo.

## Edizioni
- Text und Miniaturen der Handschrift «Dialogus de laudibus sanctae crucis» (München, Bayerische Staatsbibliothek clm 14159). Ein monastischer Dialog und sein Bilderzyklus, ed. W. Hartl, Hamburg 2007.
- Speculum virginum, ed. J. Seyfarth, Turnhout 1990 (CCCM 5), p. 221 [ed. dell’Homo constat ex carne et spiritu].